# Коханівка (Полтавський район)
Кохані́вка — село в Україні, у Скороходівській селищній громаді Полтавського району Полтавської області. Населення становить 443 осіб.

## Географія
Село Коханівка знаходиться на відстані 1 км від села Степанівка та за 1,5 км від селища Скороходове. По селу протікає пересихаючий струмок з загатою. Поруч проходять автомобільна дорога Т 1722 та залізниця, станція Скороходове за 2,5 км.

## Історія
12 червня 2020 року, відповідно до розпорядження Кабінету Міністрів України № 721-р «Про визначення адміністративних центрів та затвердження територій територіальних громад Полтавської області», село увійшло до складу Скороходівської селищної громади.
19 липня 2020 року, в результаті адміністративно — територіальної реформи та ліквідації Чутівського району, село увійшло до складу новоутвореного Полтавського району.